# Котков, Эрнест Иванович
Эрне́ст Ива́нович Котко́в (3 марта 1931, Киев — 6 октября 2012, Киев) — советский и украинский художник-график, член Союза художников Украины (1958).

## Биография
В 1955 году окончил Киевский художественный институт, учился у В. Касияна и Ф. Самусева. Творит в области плаката и монументально-декоративного искусства. Длительное время работал на Киевском комбинате монументально-декоративного художественного объединения «Художник». Близкий друг всемирно известного кинорежиссёра Сергея Параджанова. Трижды монументально-декоративные скульптуры Коткова по решению Художественного совета НСХУ были названы лучшими работами года. Дважды художник был номинирован на получение Государственной премии СССР. В своё время в газета «Правда» Коткова назвали «абстракционистом», «формалистом» и «космополитом». С тех пор его «не брали» на официальные, так называемые «тематические» художественные выставки.
После распада СССР художник провёл более десяти персональных выставок в Киеве, а также за рубежом — в Германии, Голландии, Болгарии, Великобритании и Люксембурге.

### Произведения
С 1961 года Эрнест Котков занялся монументальным искусством.
| Год       | Произведение |
| --------- | --- |
| 1961      | Монументально-декоративное оформление Речного вокзала, г. Киев. |
| 1962      | Монументально-декоративное оформление Института физиологии растений, г. Киев.                                                                                                 |
| 1962      | Монументально-декоративное оформление Института защиты растений, г. Киев. |
| 1963      | Ресторан «Метро», г. Киев. Керамика, мозаика. |
| 1964—1965 | Монументально-декоративное оформление аэропорта «Борисполь», г. Киев. |
| 1965—1966 | Монументально-декоративное оформление клуба Завода тяжёлого машиностроения, г. Жданов.                                                                                        |
| 1969—1970 | Дворец культуры химического комбината, г. Днепродзержинск. Мозаичное панно, витраж.                                                                                           |
| 1970      | Санаторий им. Семашко, г. Кисловодск. Мозаичное панно. |
| 1972      | Республиканская спортивная школа, г. Киев. Мозаичное панно (80 м²) |
| 1974—1976 | Дом культуры, село Мельники. Мозаичное панно (130 м²), колонны в рельефе с металлом. Торцы жилых домов по проспекту Победы, город Киев. Мозаика. (Соавторы Ламах, Литовченко) |
| 1977      | Дом связи, г. Сумы. Мозаичное панно на рельефе (78 м²), мозаика (224 м²), стела (высота 4 м).                                                                                 |
| 1977—1979 | Институт физкультуры, г. Киев. Декоративная композиция из металла, живопись по рельефу (95 и 60 м²), мозаичное панно по рельефу.                                              |
| 1980      | Олимпийская база, посёлок Конча-Заспа. Рельеф с мозаикой (100 м²), декоративная перегородка в дереве (35 м²), макраме.                                                        |
| 1981      | Ровенская АЭС, г. Кузнецовск. Детская площадка, бетон, мозаика (129 м²), декоративная стела в бетоне (высота 5 м, 230 м²).                                                    |
| 1982—1985 | Спортивный комплекс «Метеор». Скульптурная композиция, рельеф, мозаика (высота 15 м); декоративная композиция, бетон «Днепровские волны» (200 м²).                            |
| 1984      | Станция метро «Дзержинская», г. Киев. Пространственное решение интерьера, световые линии, торец, шкафы, бра.                                                                  |
| 1986—1988 | Жилой массив Вигуровщина-Троещина, г. Киев. Оформление трёх бассейнов, скульптурные композиции. Стелла памяти Чернобыльцев.                                                   |
| 1988      | Станция метро «Гидропарк», г. Киев. Рельефные композиции в бетоне (5 и 8 м²).                                                                                                 |
| 1992      | Здание клуба, село Калиновка. Торец в бетоне, мозаика. |
| 1994      | Санаторий, г. Евпатория. Лестница в бетоне, рельеф. Скульптура в бетоне «Ракушка».                                                                                            |

### Участие в выставках
| Год       | Произведение |
| --------- | --- |
| 1954−1960 | Участие более чем в 50-ти выставках Политического плаката на Украине, в Москве, Венеции, Румынии, Польше и др.                                                                   |
| 1970      | Выставка художников-монументалистов Украины, г. Москва. |
| 1987      | Выставка художников-монументалистов Украины (живопись, коллаж, модель скульптуры), г. Киев, выставка художников-монументалистов Украины (живопись, модель скульптуры), г. София. |
| 1990      | Групповая выставка «Погляд», Политехнический институт, г. Киев. |
| 1990−1992 | Групповая выставка «Погляд», Югославия, Чехия, Венгрия, Польша. |
| 1991      | Выставка двух художников во Франции, г. Тулуза, выставка «Современное украинское искусство», Австрия, г. Вена.                                                                   |
| 1992      | Выставка украинских и канадских художников «Єдність», г. Киев, Персональная выставка, Трапезная Михайловского собора, г. Киев.                                                   |
| 1997      | Всеукраинская ретроспективная выставка с/х Украины, г. Киев. |
| 1998      | Выставка «Мистецтво України XX століття», Украинский дом, г. Киев. |
| 1999      | Персональная выставка «Удомі Івана Кавалерідзе», г. Киев. |
| 2000      | Выставка «Мистецтво України XX століття», Национальный художественный музей, г. Киев, персональная выставка в Германии, г. Зиген                                                 |
| 2002      | Персональная выставка в галерее «СовиАрт», г. Киев. |
| 2004      | Персональная выставка в галерее «36», г. Киев. |
| 2008      | Персональная выставка в Музее современного искусства, г. Киев. |
| 2010      | Киевский музей современного искусства проводит выставки Украинских художников в Грузии и Канаде. На них выставляется живопи                                                      |
| 2012      | Арт-проект «Коммуникация ХХІ», дом худ. |
| 2013      | Персональная выставка, галерея «Совиарт», персональная выставка, галерея «Тадзио»                                                                                                |

### Публикации
| Год  | Публикация |
| ---- | --- |
| 1971 | Журнал «ДИ СССР» № 11 |
| 1973 | Каталог персональной выставки в ВОКС УССР                                                                                               |
| 1975 | «Советское монументальное искусство». — М.: «Советский художник». — С. 19, 31, 35                                                       |
| 1974 | Журнал «Образотворче мистецтво» № 3 стр.13                                                                                              |
| 1975 | Альбом «Монументальное и декоративное искусство в архитектуре Украины». — К.: «Будивельник», С. 72, 74, 78, 79, 80, 81.                 |
| 1977 | Каталог Республиканской художественной выставки «Слава праці», С. 56                                                                    |
| 1977 | Газета «Ленинская правда», 2 августа, г. Сумы, репродукции                                                                              |
| 1977 | Журнал «Творчество», № 4. Проблема синтеза сегодня, пленум СХ СССР, СА СССР, С. 4                                                       |
| 1978 | Базазянц. Украинские монументалисты: от количества к качеству / Журнал «ДИ СССР» № 5. — С. 14-23                                        |
| 1978 | Каким быть Советскому селу // Журнал «ДИ СССР» № 3. — С. 7.                                                                             |
| 1978 | Монументальное искусство СССР. — М.: «Советский художник». — С. 202.                                                                    |
| 1979 | Советское монументальное искусство 1975—1977 гг. — М.: «Советский художник». — С. 81.                                                   |
| 1980 | Журнал «ДИ СССР», № 2. — С. 22. |
| 1980 | Попова Л., Цельтнер В. «Очерки о художниках Советской Украины». — М.: «Советский художник». — С. 107.                                   |
| 1980 | Журнал «Творчество» № 7. — С. 9, фото.                                                                                                  |
| 1983 | «Культура і життя» № 37. — 11 вересня.                                                                                                  |
| 1986 | Чегусова З. Пошуки нових форм у сучасній монументально-декоративній кераміці України // Журнал «Образотворче мистецтво» , № 5. — С. 27. |
| 1986 | Цельтнер В. Творческий портрет. Эрнест Котков // Журнал «ДИ СССР» № 9. — С. 28-29.                                                      |
| 1981 | Владич П. В. Український політичний плакат. Фоторепродукції. — К.: «Політвидав України». — С. 67, 68, 69, 76.                           |
| 1987 | Велигоцкая Н. По Ленинскому плану монументальной пропаганды // Журнал «Образотворче мистецтво» № 1. — С. 19-22.                         |
| 1987 | Велигоцкая Н. Погляд // Журнал «Образотворче мистецтво» № 5. — С. 20.                                                                   |
| 1987 | Чегусова З. Взгляд // Журнал «Творчество» № 10. — С. 28.                                                                                |
| 1987 | Велигоцкая Н. І глядачі прийшли // Журнал «Украина» № 29. — С. 12.                                                                      |
| 1988 | Монументальная композиция на Троещине г. Киев, «Букет» (памяти В. Высоцкого) // Проспект «Діалог через віки»                            |
| 1989 | Книга «монументально-декоративное искусство Украины» жилой массив на Троещине г. Киев, дом культуры в с. Калиновка                      |
| 1990 | Каталог «Сучасне Українське мистецтво», выставка в г. Вена (Австрия)                                                                    |
| 1990 | Модель композиции «метеор», живопись «Муза», «Провинция», «Раздвоение», «Северная звезла» // Альбом «Погляд»                            |
| 1991 | Погляд // Каталог «Сучасне Українське мистецтво»                                                                                        |
| 2000 | Каталог выставки «Мистецтво України ХХ століття», Национальный музей Украины                                                            |
| 2005 | В моих работах усталости вы не увидите (очерк) // Павлов А. Жизнь удалась                                                               |
| 2006 | «Київський літопис ХХІ століття», «Визначні імена та підприємства України»                                                              |
| 2008 | Династия Котковых // Альбом «Український літопис ХХІ століття»                                                                          |
| 2009 | Вільна творчість Єрнеста Коткова // Альбом «Faine ART» «Музей сучасного образотворчого мистецтва України»                               |
| 2013 | Памяти Эрнеста Коткова «Дорога пыль, ушли шаги…» // Журнал «Мига-иа»                                                                    |

### Плакаты
- «Воссоединение украинских земель в едином государстве» (в соавторстве с В. Ламахом и И. Семененко, 1959—1960)
- «Пусть звенит колос в полный голос» (1964)

### Мозаики
- в интерьере Киевского речного вокзала (1961, в соавторстве с В. Ламахом и И. Литовченко)
- в интерьере аэровокзала аэропорта «Борисполь» (1965, в соавторстве с В. Ламахом и И. Литовченко)
- Мозаика «Симфония труда» на фасаде жилого дома по проспекту Победы, 21 в Киеве (1960-70-е годы, в соавторстве с В. Ламахом).

### Монументальные композиции
В соавторстве с художником Н. Бартосиком создал объемно-пространственные композиции:
- «Пробуждение» и «Пусть всегда будет солнце» — скульптуры из железа и бетона, покрытые мозаикой (1981, Кузнецовск, Ровненская обл.) Архитектор проекта — Ю. Ф. Худяков.
- «Метеорит» — объемно-пространственная композиция-скульптура высотой до 15 м из железа и бетона, покрыта мозаикой из смальты, мрамора и специально изготовленного «модуля» из нержавеющей стали (1983, Днепропетровск, около Ледового дворца спорта «Метеор»), архитекторы проекта Ю. Ф. Худяков, М. Судоргин.
- Станция метро «Лыбедская». Станция была открыта 30 декабря 1984 года; архитекторы В. И. Ежов, А. С. Крушинский, Т. А. Целиковская с участием А. М. Панченко, художники Э. И. Котков, М. Г. Бартосик.

## Семья
- Жена — Коткова Валентина Филипповна, художник, гобелены, коллажи.
- Сын — Котков Игорь Эрнестович (1965 г.р.) — художник-аниматор, среди его работ — мультфильмы «Остров сокровищ» (1988) и «Доктор Айболит» (1984—1985).

## Изображение

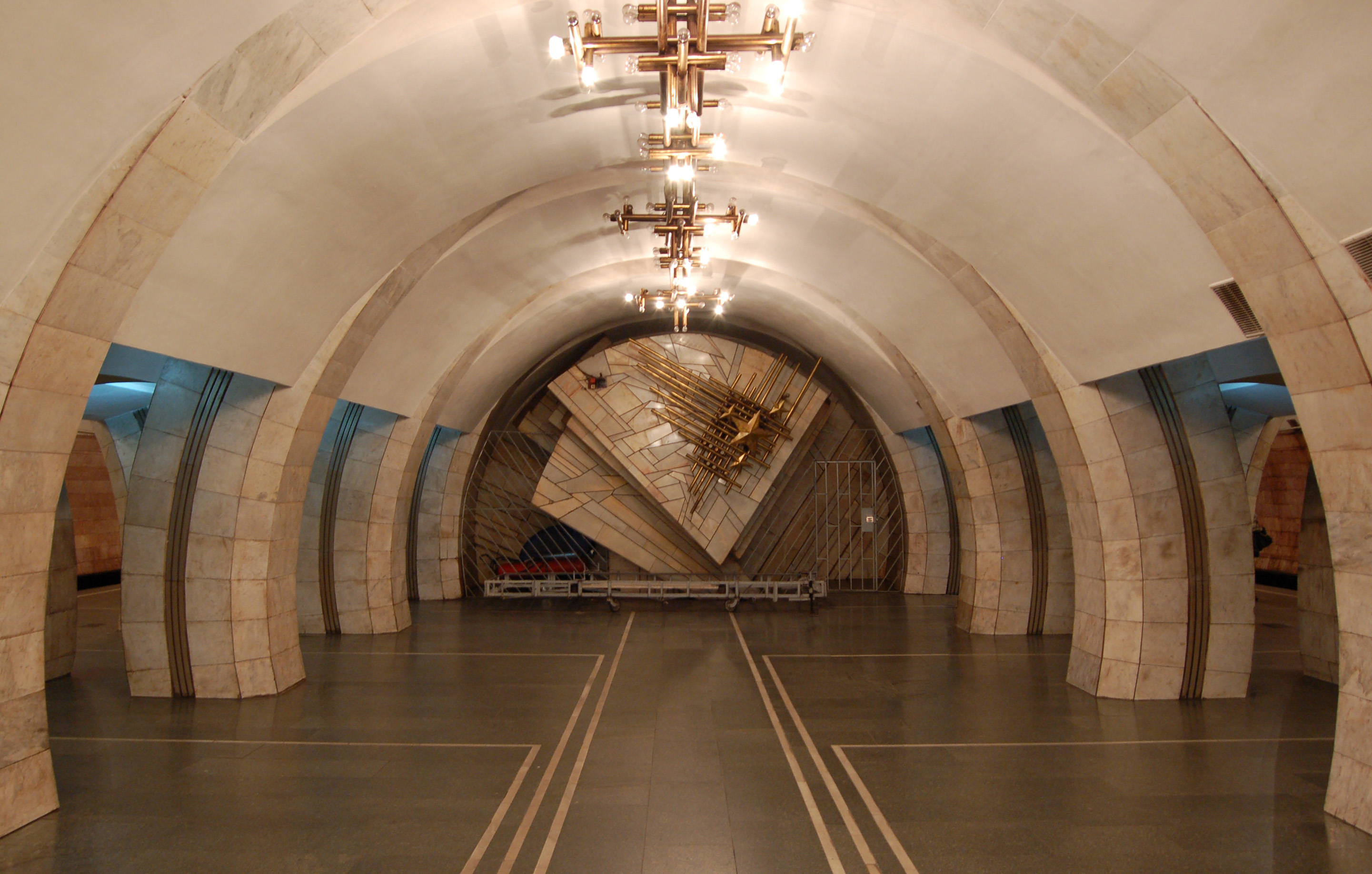
Станция метро «Лыбедская», центральный зал
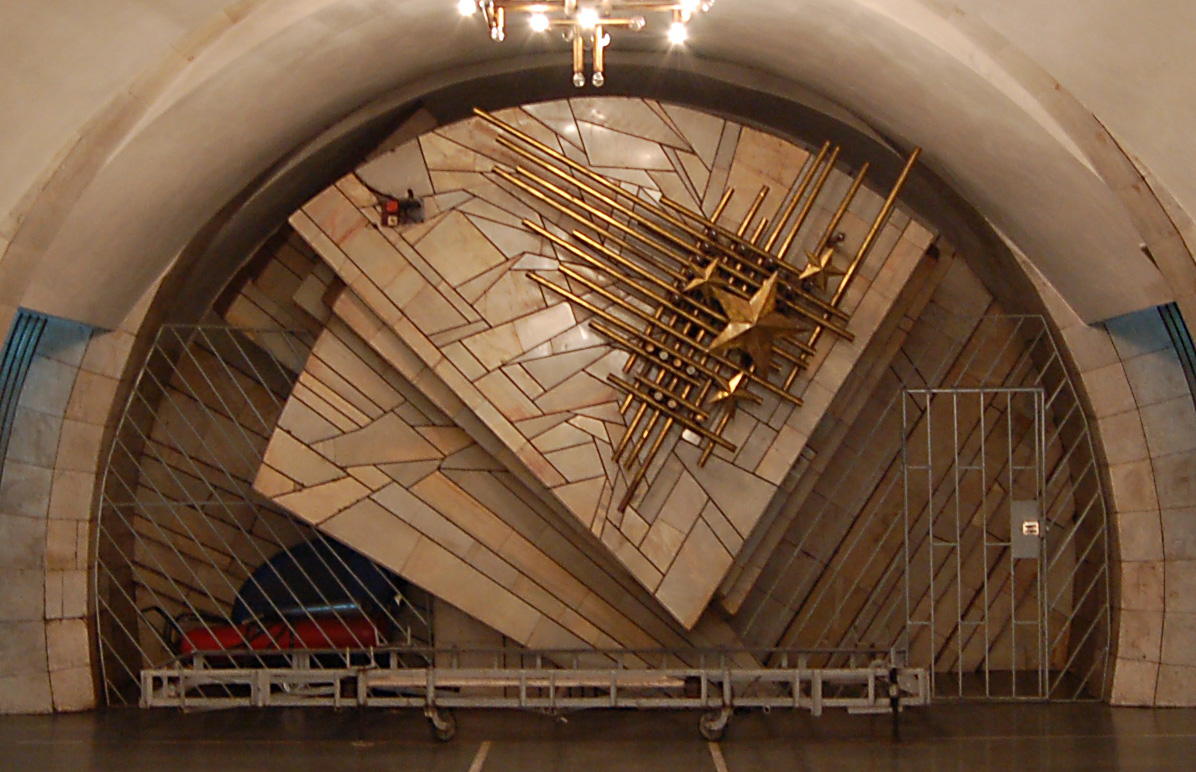
Станция метро «Лыбедская», композиция в торце центрального зала
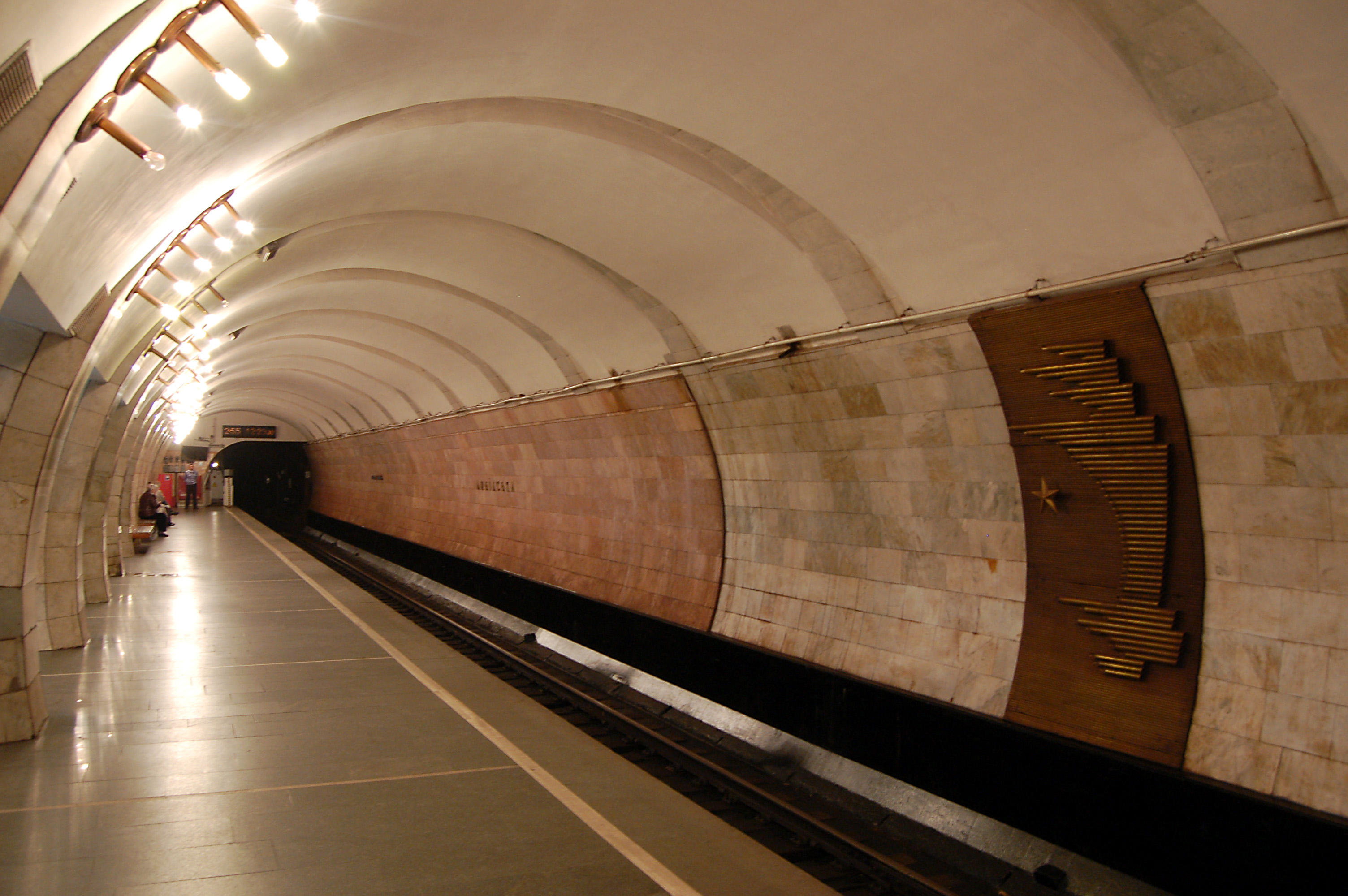
Станция метро «Лыбедская», посадочная платформа
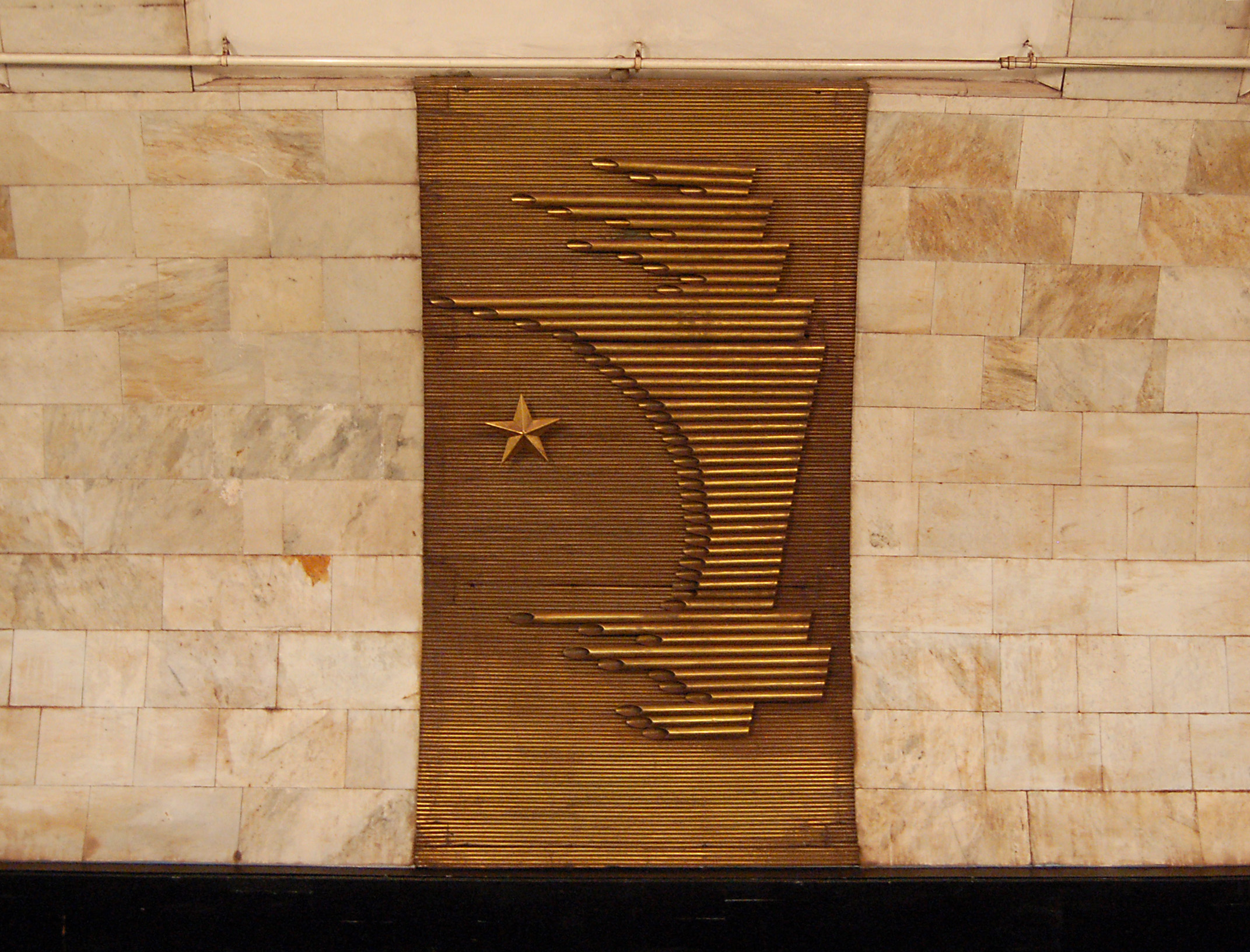
Станция метро «Лыбедская», дверца путевой стене
Мозаичное панно «Симфония труда» на доме № 21 по проспекту Победы в Киеве